# Канадско-лесотские отношения
Канадско-лесотские отношения — двусторонние дипломатические отношения между Канадой и Лесото. Были установлены в 1966 году. Государства являются членами Организации Объединённых Наций. 

## Торговля
В 2017 году двусторонний товарооборот составил 10 миллионов долларов, включая 9,7 миллиона долларов импорта из Лесото и 302 тысячи долларов экспорта в Лесото.

## Внешняя помощь и развитие
Канадские общественные организации и иностранная помощь, предоставленная правительством Канады, оказали положительное влияние на здравоохранение и образование в Лесото. Несколько политиков в Лесото воспользовались предоставленными Канадой стипендиями для получения высшего образования. Канада продолжает укреплять связи, увеличивая иностранную помощь и университетские стипендии для учеников старших классов в Лесото.